# Conservatorio de Música de Sestao
El Conservatorio de Música de Sestao, Conservatorio Municipal de Música de Sestao, Conservatorio de Música Víctor Miranda Zuazua o Escuela de Música Víctor Miranda Zuazua es una institución docente dedicada a la educación musical, la titularidad de la cual la tiene el Ayuntamiento de Sestao.
Fue fundada en 1912-1914 por la banda municipal de música de Sestao como Escuela de Música con objeto de dotarse de nuevos músicos que entraran a formar parte de la banda municipal (por ello se le dio posteriormente el nombre del director de la Banda Municipal, D. Víctor Miranda Zuazua).
Su nombre original es "Conservatorio de Música de Sestao" y ese fue su nombre oficial hasta principios del siglo XXI (2000-2002).
La actual directora es Dª Natalia Goñi Labrador.

## Historia
En 1890, el Ayuntamiento de Sestao ordenó al arquitecto municipal, Casto de Zabala, la elaboración de un plano general del municipio, una ordenación urbana. Zabala dibujó un ensanche en el que la arteria principal sería la Avenida de Sestao, que finalmente fue inaugurada como Gran Vía de La Vizcaya y después de la guerra civil española como Gran Vía de Carlos VII (hoy en día Gran Vía José Antonio Agirre).

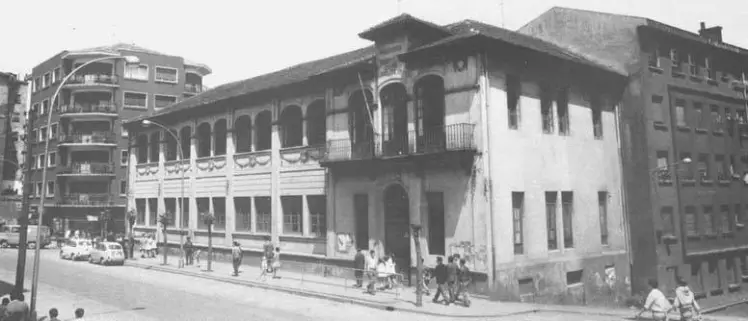
La Escuela alrededor del año 1920

En 1912 el arquitecto Santos Zunzunegui construyó el actual edificio y en 1914 se inauguró la Escuela Municipal Carlos VII, que albergaba el edificio. Un edificio de tendencia clásica, fue remodelado en el año 1987.
El edificio volvió a ser remodelado y reformado en el año 2010 adquiriendo su fachada actual.
Originariamente y hasta el año 2000 aproximadamente la escuela se llamaba "Conservatorio de Música de Sestao", pero la reforma de 1992-1998 cambió la denominación de "Conservatorio" a "Escuela de Música".

Actualmente la Escuela lleva el nombre de Víctor Miranda Zuazua, director de la banda municipal de música de Sestao a principios del siglo XX.

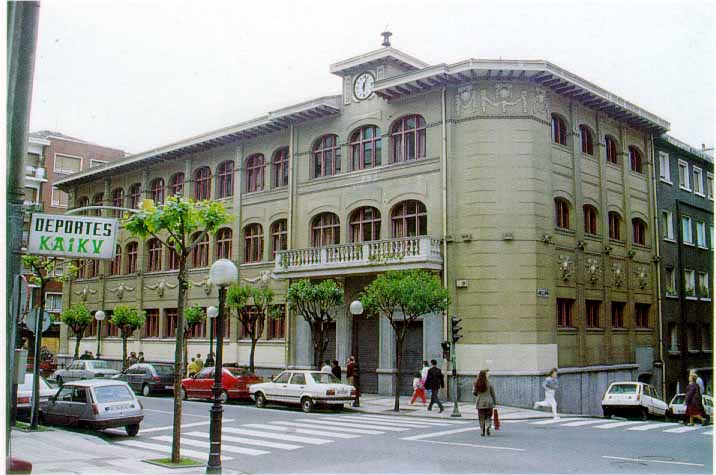
El Conservatorio de Música de Sestao en 1994

## La escuela
La Escuela de Música es una institución docente dedicada a la educación musical. Ofrece formación en música clásica y danza clásica (ballet). La Escuela ofrece formación en música y danza desde los 4 años. Ofrece formación en música, lenguaje musical, solfeo, canto, coro, instrumentos (acordeón, violín, clarinete, piano...), ballet...
Las enseñanzas musicales del Conservatorio comienzan con 4 años, y, después, con 6 años se elige instrumento. Después hay 2 años de curso preparatorio o etapa preparatoria, hasta los 8 años. De los 8 años a los 12 años se cursa el "Grado Elemental". Luego, de los 12 años a los 16 años se cursa el "Grado Profesional" (Grado Profesional Medio). Tras ello, se cursa el "Grado Profesional Superior". En total, lo mínimo que se tarda en completar la carrera reglada de música en España son catorce años.
En el edificio de la escuela alberga dos auditorios, uno principal y uno secundario. En ellos se representan obras musicales de la escuela, obras de teatro o se exponen obras de arte y exposiciones.

## Dirección
- Elena Bárcena (2010-2020)
- Natalia Goñi Labrador (2020-)[16]

## Profesorado
Directora: Natalia Goñi Labrador
Jefa de estudios: Verónica Bustamante
Profesorado
- Natalia Goñi (acordeón)
- Óscar Rio López (clarinete)
- José Navarro Ortí (clarinete)
- Asier Basabe (flauta travesera)
- Alain Peña (guitarra)
- Itxaso Musatadi (lenguaje musical)
- Raquel Moro (lenguaje musical)
- Elena Bárcena (piano)
- Blanca Gallastegui (piano)
- Victoria Blanco (piano)
- Verónica Bustamante (violín)
- Michal Zienkiewicz (violín)

## Alumnado célebre
Entre el alumnado célebre de la escuela están:
- Félix Ayo, violinista
- Rosa Lavín, pianista
- Julen Murga, acordeonista[18][19]
- Víctor Fuentes Rodríguez, pianista[20]